# Chappaqua (Groningen)
Chappaqua was tussen 1969 en 1973 een jongerencentrum in Groningen. Het was gevestigd in een pand aan een binnenplaats in de Zoutstraat. De oprichting van Chappaqua was een Groningse invulling van Provadya, een beweging die in de jaren zestig in meerdere steden in Nederland actief was.
In de oudjaarsnacht 1972-73 brandde het pand van Chappaqua af. Na een aantal jaren actievoeren werd de functie uiteindelijk overgenomen door Simplon.